# Морфологія португальської мови
Морфологія португальської мови має багато спільних рис із морфологією іспанської і більшості інших романських мов. Особлива близькість спостерігається відносно галісійської мови. На відміну від класичної латини, португальська мова рясніє аналітизмами. Зокрема, практично повністю зруйнована латинська система іменного відмінювання, розвинулися артиклі, виникла велика кількість аналітичних форм дієслова, додалися певні обмеження на порядок слів.
Іменники в португальській мові мають категорію роду і числа. У сучасній мові імена розподіляються на два роди: чоловічий і жіночий. Прикметники, а також присвійні та вказівні займенники та порядкові числівники, виступаючи у функції визначення, узгоджуються з означуваним у роді і числі. Зміну за відмінками втрачено, проте відлунням латинської зміни за відмінками стало відмінювання особових займенників, однак і тут спостерігаються істотні спрощення. Більшість іменників і прикметників можуть приєднувати зменшувально-пестливі або збільшувально-посилюючі словотворчі суфікси, а якісні прикметники можуть мати ступені порівняння. Як правило, визначення ставиться після обумовлення, хоча й тут дане правило має свої винятки.
Як і для інших мов романської групи, для португальської мови характерно розвинена дієслівна словозміна — дієслова розрізняють три форми часу: минулий, теперішній і майбутній; чотири способи: дійсний, умовний і наказовий; два стани: активний і пасивний. Крім того, дієслівна система португальської мови включає в себе відмінюваний (особистий) інфінітив, що з усіх романських мов розвинувся лише у португальській, мірандській і галісійській мовах. Частина дієслівних форм утворюється синтетично, частина — аналітично. Велика кількість конструкцій із неособистими формами дієслова дозволяє виражати найдрібніші відтінки дії. Португальська мова має в своєму розпорядженні два дієслова-зв'язки (ser та estar), які позначають відповідно постійну і тимчасову ознаки, а також можуть відповідати за своїм значенням українським дієсловам «бути» і «знаходитися».

## Іменник
Система іменної словозміни в португальській мові істотно спрощена порівняно з латинською мовою. Зміну за відмінками було повністю втрачено, частково наявне лише відмінювання особових займенників, в той час як зміна за числами повністю збереглась.

### Рід іменників
Португальські іменники розподіляються на два роди: чоловічий і жіночий.
Рід іменника в ряді випадків може бути визначений за його закінченням:
- іменники чоловічого роду зазвичай закінчуються на:

 — -o (corpo);
 — -tor, -dor, -sor, -ssor (motor, corredor, professor);
- іменники жіночого роду, як правило, мають наступні закінчення:

 — -a (mesa);
 — -ção, -zão, -são, -ssão (nação, razão, televisão, profissão);
 — -dade, -tade, -ude (verdade, vontade, saúde);
 — -ice (velhice, tolice).
- іменники грецького походження на -ma, -ta (tema, problema, poeta та ін) — чоловічого роду;
- foto (фотографія), moto (мотоцикл) — жіночого роду;
- coração (серце) — чоловічого роду.

Рід іменників на -sta визначається біологічною статтю людини:
 — o pianista — піаніст;
 — a pianista — піаністка.
Деякі іменники-омоніми можуть відноситись до обох родів, при цьому від роду залежить їх значення
 — o capital (капітал) — a capital (столиця);
 — o cabeça (голова) — a cabeça (голова);
 — o rádio (радіус, радій) — a rádio (радіо).
В інших випадках рід іменників доводиться визначати за словником.

### Число іменників
Передбачається, що форми сучасних португальських іменників і прикметників у більшості своїй відносяться до форм латинського знахідного відмінка (хоча деякі слова продовжують латинський називний відмінок). Цим і пояснюється використання у множині суфікса -s.
Такі фонетичні процеси, як назалізація голосних, утворення носових дифтонгів і зникнення інтервокального l привели до того, що між основою однини і основою множини деяких іменників і прикметників виникли певні відмінності.
У цілому утворення множини іменників відповідає моделям нижче:
| Закінчення од. ч.       | Закінчення мн. ч.           | Приклади                                                                        |
| ----------------------- | --------------------------- | ------------------------------------------------------------------------------- |
| голосний                | голосний + s                | filho — filhos casa — casas cidade — cidades                                    |
| -m                      | -ns                         | homem — homens                                                                  |
| -al, -ol, -el, -ul, -il | -ais, -óis, -éis, -uis, -is | jornal — jornais, farol — faróis, anel — anéis, azul — azuis, juvenil — juvenis |
| безударне -el           | -eis                        | possível — possíveis                                                            |
| -ão                     | -ãos                        | irmão — irmãos                                                                  |
| -ão                     | -ães                        | cão — cães                                                                      |
| -ão                     | -ões                        | coração — corações                                                              |
| -ês                     | -eses                       | português — portugueses                                                         |
| -r                      | -res                        | cor — cores                                                                     |
| -z                      | -zes                        | voz — vozes                                                                     |

Іменники, що закінчуються на -s і мають наголос не на останньому складі (lápis, pires), не змінюють своєї форми при утворенні множини.
Особливе положення займає група іменників чоловічого роду, що закінчуються на -o і містять у корені закритий звук [МФА: [o]. Деякі з таких іменників утворюють множину, зване plural metafônico, змінюючи в ударній позиції кореневий закритий [o], в певних випадках орфографічно позначуваний циркумфлексом, на відкритий звук [МФА: [ɔ], позначуваний акутом:
o avô ['ɐvo] дідусь > os avós ['ɐvɔʃ] дідуся (для порівняння a avó ['ɐvɔ] бабуся, os avós ['ɐvɔʃ] бабусі і дідусі
olho ['oʎu] око > olhos ['ɔʎuʃ] очі
jogo ['ʒogu] гра > jogos ['ʒɔguʃ] ігри
Дане явище пояснюється асиміляцією кореневого гласного (був спочатку відкритим) перед складом, що містить «u»: nŏvŭs > nóvu > nôvu > nôvo
nŏvōs > nóvos
У письмі такі особливості не відображаються, коли ударний склад утворюється за правилами. Характерні вони для таких імен:
destroço, esforço, fogo, forno, fosso, globo, grosso, imposto, jogo, miolo, novo, olho, osso, ovo, poço, porco, porto, posto, povo, reforço, socorro, tijolo, torto, troco, troço.
Подібним чином поводяться і прикметники на -oso, мають закритий звук [о] у формі чоловік. роду однини, і відкритий [ɔ] у всіх інших формах:
numeroso [numə'ɹozu] численний > numerosos [numə'ɹɔzuʃ] (ч. р. множини), numerosa [numə'ɹɔzɐ] (ж. р. однини), numerosas [numə'ɹɔzɐʃ] (ж. р. множини)

## Прикметники
Прикметники в португальській мові, виступаючи в ролі означення, узгоджуються з означуваним словом у роді і числі. Утворення множини прикметників відбувається за тією ж схемою, що й у іменників:
| Рід       | Однина                      | Множина                  |
| --------- | --------------------------- | ------------------------ |
| Чоловічий | um carro novo нова машина   | carros novos нові машини |
| Жіночий   | uma casa nova новий будинок | casas novas нові будинки |

Прикметники, що закінчуються на -e, -l, -z, -s, мають загальну форму для обох родів:
| Рід       | Однина                         | Множина                     |
| --------- | ------------------------------ | --------------------------- |
| Чоловічий | um carro verde зелена машина   | carros verdes зелені машини |
| Жіночий   | uma casa verde зелений будинок | casas verdes зелені будинку |

Не змінюються за родами і деякі прикметники на -a:
— Ele é um rapaz muito bacana (браз.) — Він крутий чувак.
Прикметники bom, mau, nu у формі жіночого роду змінюють основу: boa, má, nua.
Дане явище пояснюється тим, що пропуски, що виникли після зникнення інтервокальних n, l, d, мали різну долю (*bonu- > bõu > bom, bona > bõa > boa; *malu- > mau, mala > maa > má; *nudu- > nuu > nu, nuda > nua).
Крім того, якісні прикметники можуть мати ступені порівняння (звичайний, вищий і найвищий):
| Ступінь             | Утворення             | Переклад                                           |
| ------------------- | --------------------- | -------------------------------------------------- |
| Звичайний           | bonito                | красивий                                           |
| Вищий               | mais bonito (do) que  | красивіше, ніж/більш красивий, ніж                 |
| Вищий               | menos bonito (do) que | менш красивий, ніж                                 |
| Вищий               | tão bonito como       | такий гарний, як                                   |
| Найвищий відносний  | o mais bonito         | найкрасивіший/найбільш красивий                    |
| Найвищий відносний  | o menos bonito        | найменш красивий                                   |
| Найвищий абсолютний | bonitíssimo           | найбільш красивий/найкрасивіший/красивіше не буває |

Ряд прикметників може утворювати ступені порівняння іншим способом:
| Звич.             | Вищ.         | Найв. віднос.                        | Найв. абсолютн.                    |
| ----------------- | ------------ | ------------------------------------ | ---------------------------------- |
| grande великий    | maior більше | o/a maior самий великий, найбільший  | máximo дуже великий, найбільший    |
| pequeno маленький | menos менше  | o/a menor самий маленький, найменший | mínimo дуже маленький, дрібний     |
| bom, boa хороший  | melhor краще | o/a melhor краще всіх, найкращий     | ó(p)timo дуже хороший, відмінний   |
| mau, má поганий   | pior гірше   | o/a pior гірше всіх, найгірший       | péssimo дуже поганий, гірше нікуди |

## Прислівники
У португальській мові прислівники можуть утворюватися від прикметників за допомогою суфікса -mente, доданого до форми жіночого роду однини прикметника:
- claro (ясний) ➔ clara ➔ claramente (ясно)
- diário (щоденний) ➔ diária ➔ diariamente (щодня)
- fácil (легкий, простий) ➔ facilmente (легко, просто)
- frequente (частий) ➔ frequentemente (часто)

Якщо поспіль вживається кілька прислівників, то суфікс -mente приєднується тільки до останнього з них:
— Ele sempre fala alta e alegremente — Він завжди говорить голосно і весело.
Пов'язано це з походженням даного суфікса з латинського mente — відкладного відмінка слова mens. Буквально «clara mente» означало «ясним духом», «в ясному дусі». Подібні конструкції поступово витіснили колишні способи утворення прислівників.
Подібно прикметником, прислівники можуть утворювати ступені порівняння:
| Ступінь             | Утворення                          | Переклад                           |
| ------------------- | ---------------------------------- | ---------------------------------- |
| Звичайний           | rapidamente                        | швидко                             |
| Вищий               | mais rapidamente (do) que          | швидше, ніж                        |
| Вищий               | menos rapidamente (do) que         | менш швидко, ніж/не так швидко, як |
| Вищий               | tão rapidamente como               | так само швидко, як                |
| Найвищий відносний  | o mais rapidamente possível        | як можна швидше                    |
| Найвищий відносний  | o menos rapidamente possível       | як можна повільніше                |
| Найвищий абсолютний | muito rapidamente rapidíssimamente | дуже швидко/швидше нікуди          |

Прислівники bem (добре), mal (погано), muito (багато), pouco (мало) утворюють ступені порівняння особливим чином:
| Звич.        | Вищ.         | Найв. відн.              | Найв. абсол.                         |
| ------------ | ------------ | ------------------------ | ------------------------------------ |
| bem добре    | melhor краще | o melhor найкращим чином | o(p)timamente відмінно, краще нікуди |
| mal погано   | pior гірше   | o pior найгіршим чином   | pessimamente жахливо, гірше нікуди   |
| muito багато | mais більше  | o mais як можна більше   |                                      |
| pouco мало   | menos менше  | o menos як можна менше   |                                      |

o melhor/pior/mais/menos possível — як можна краще/гірше/більше/менше

## Артикль
Як і в інших романських мовах, португальські іменники мають категорію визначеності, відображену артиклем. Основними сферами вживання артиклів є наступні:
- невизначений артикль:
  - супроводжує поняття, вперше згаданого мовцем:
— eu comprei um livro — я купив книгу (сяку-таку, про яку слухає поки нічого не знає);
  - вказує на виділення предмета з класу йому подібних:
— um homem alto — високий чоловік (тобто, є одним із представників класу «чоловіки», яких існує величезна безліч);
- визначений артикль вказує на предмети або явища:
  - однозначні в даній ситуації, знайомі як мовцю, так і слухачу:
— o carro do meu marido — машина мого чоловіка (мова йде про конкретній машині, тобто про ту, яка належить чоловікові);
  - єдині у своєму роді:
— o Sol — Сонце (є лише одна зірка, що зветься Сонцем);
— a capital da Grécia — столиця Греції (у Греції тільки одна столиця — Афіни).

Артиклі ставляться перед іменниками, узгоджуються з ними в роді та числі і мають наступні форми:
| Рід       | Однина | Множина |
| --------- | ------ | ------- |
| Чоловічий | o      | os      |
| Жіночий   | a      | as      |

| Рід       | Од. ч. | Мн. ч. |
| --------- | ------ | ------ |
| Чоловічий | um     | uns    |
| Жіночий   | uma    | umas   |

У португальській мові артикль може з'єднуватись із деякими прийменниками, утворюючи з ними злиті форми:
|     | o    | a    | os    | as    |
| a   | ao   | à    | aos   | às    |
| de  | do   | da   | dos   | das   |
| em  | no   | na   | nos   | nas   |
| por | pelo | pela | pelos | pelas |

Примітка: початкові n- і pel- в злитих формах пояснюються походженням прийменників em і por з раніших en (з лат. in) і per.
|    | o   | a    | os   | as    |
| de | dum | duma | duns | dumas |
| em | num | numa | nuns | numas |

Визначений артикль може використовуватися для субстантивації прикметників і дієслів:
— jantar — «вечеряти», o jantar " — « вечеря».
Також можливе використання визначеного артикля для заміни іменника в цілях уникнення повтору:
— A minha irmã континуумом morando em São Paulo, e a do Miguél mudou para o Rio — Моя сестра досі живе в Сан-Паулу, а сестра Мігеля перебралася в Ріо.
Крім того, в португальській мові визначений артикль часто вживається з іменами людей:
— Sabes, onde mora o Pedro? — Знаєш, де живе Педру?
Невизначений артикль може вказувати на те, що особа чи предмет проявляє найвищий ступінь якоїсь якості (в українській мові в цьому випадку, як правило, використовуються слова «просто», «справжній»):
— Еле é um gênio — Він просто геній (справжній геній); — É uma delícia! — Просто смакота!
Форми множини невизначеного артикля можуть вказувати на приблизність (наприклад, у значенні українських зворотів «кілометрів тридцять», «десь 30 хвилин», «приблизно 7 кг»):
— Alguém sabe, манка tempo vai durar essa reunião? — Хто-небудь знає, скільки буде тривати ця нарада?
— Umas duas horas, eu acho — Думаю, години дві.

## Займенники

### Особові займенники
| Особа | Однина                                                 | Множина                                                                                      |
| ----- | ------------------------------------------------------ | -------------------------------------------------------------------------------------------- |
| 1     | eu — я                                                 | nós — ми                                                                                     |
| 2     | tu — ти                                                | vós — ви                                                                                     |
| 3     | ele [МФА: [elə] — він ela [МФА: [ɛlɐ] — вона você (Ви) | eles [МФА: [eləʃ] — вони elas [МФА: [ɛlɐʃ] — вони vocês (Ви — при зверненні до кількох осіб) |

Примітки:
- займенник elas служить для позначення групи осіб виключно жіночої статі або для позначення групи іменників виключно жіночого роду;
- займенники você і vocês використовуються в Португалії для ввічливого звертання до однієї або декількох осіб відповідно; у Бразилії займенник você практично витіснив tu (за винятком штату Ріу-Гранді-ду-Сул);
- для ввічливого звертання у Португалії також можуть використовуватися o senhor/a senhora, в той час як у Бразилії тільки вони і використовуються в даній функції (O senhor precisa de alguma coisa? — Вам щось потрібно?);
- você, vocês, o senhor/a senhora вимагають після себе вживання дієслова у формі 3-ї особи, а не 2-ї, як в українській (пор. Onde você mora? — Де ти живеш (браз.)/Де Ви живете (порт.)?; O senhor não trabalha mais aqui — Ви більше тут не працюєте);
- у розмовному мовленні в значенні «ми» може вживатися «a gente» з дієсловом у формі 3-ї особи однини: A gente fica aqui — Ми залишимося тут (букв. Народ залишиться тут).

#### Злиття особових займенників із прийменниками
Займенники ele, ela, eles, elas можуть утворювати злиті форми з прийменниками de і em:
- de + еlе = dele
- de + ela = dela
- de + eles = deles
- de + elas = delas
- ne + еlе = nele
- ne + ela = nela
- ne + eles = neles
- ne + elas = nelas

Форми nele, nela, neles, nelas пояснюються походженням прийменника em з ранішого en (пор. лат. in).
Форми dele, dela, deles, delas часто використовуються у значенні присвійних займенників 3-ї особи (a casa dele — його будинок; a casa dela — її будинок; a casa deles — їх дім).

#### Відмінювання особових займенників
Особові займенники частково зберегли латинське відмінювання, хоча і в спрощеному варіанті. Наведені в таблиці форми давального і знахідного відмінків вживаються самостійно, стаючи клітиками (вимовляються з дієсловом як єдине слово, логічний наголос на них не падає). Їх іноді називають ненаголошеними (безприйменниковими) займенниками-додатками.
| Займенник       | Дав. відм. | Знах. відм. | Прийменникова форма |
| --------------- | ---------- | ----------- | ------------------- |
| eu              | me         | me          | mim                 |
| tu              | te         | te          | ti                  |
| зворотний займ. | se         | se          | si                  |
| nós             | nos        | nos         | nós                 |
| vós             | vos        | vos         | vós                 |
| ele             | lhe        | o           | ele                 |
| ela             | lhe        | a           | ela                 |
| eles            | :          | os          | eles                |
| elas            | :          | as          | elas                |
| você            | lhe        | o/a         | você                |
| vocês           | :          | os/as       | vocês               |
| o senhor [ô]    | lhe        | o           | o senhor            |
| senhora a [ó]   | lhe        | a           | senhora a           |

У поєднанні з прийменником com займенники eu, tu, se, nós, vós дають наступні злиті форми:
- com + mim = comigo
- com + ti = contigo
- com + si = consigo
- com + nós = connosco (порт.)/conosco (браз.)
- com + vós = convosco

Кінцевий елемент -co/-go цих форм сходить до латинського прийменника cum (що відповідає сучасному португальському com). Постановка прийменника com після особових займенників була однією з особливостей латинської мови. В результаті відбувається наступний ланцюжок перетворень: me + cum > mecum > mego > migo. У цих нових формах на -co/-go вже не простежується зв'язок із прийменником com, внаслідок чого він і був доданий вдруге, давши зазначені вище злиті форми.
У тих випадках, коли ненаголошені займенники слідують за дієсловом, вони пишуться з ним через дефіс:
— Conheço-te — Я тебе знаю.
Якщо займенники -o, -a, -os, -as слідують за дієсловом, то на стику дієслівного закінчення з займенником відбуваються наступні зміни:
- Якщо форма дієслова закінчується на -r, -s, -z, займенники -o, -a, -os, -as набувають форму -lo, -la, -los, -las, а голосні a, e, що передують їм, пишуться з наголосом: á, дочки:
— Devo agradecдочки-la — Я повинен подякувати їй.
— Eu fi-lo — Я це зробив.
- Якщо форма дієслова закінчується на -m, -o, -a, -os, -as переходять в -no, -na, -nos, -nas: 
— Convidaram-no para a festa — Його запросили на свято.

#### Положення неударных займенників-додатків у реченні
У разі якщо особисті займенники в ролі доповнення не несуть на собі логічного наголосу, вони є клитиками, і їх позиція в реченні визначається низкою правил. Всього можливі 3 варіанти розташування неударных особових займенників-додатків:
1. проклиза (próclise) — займенник ставиться перед присудком (або спрягаемой його частиною, якщо присудок є складовим);
2. энклиза (ênclise) — займенник ставиться після присудка;
3. мезоклиза (mesóclise) — займенник ставиться між инфинитивом і закінченням дієслова.

Проклиза використовується, в разі якщо в реченні присутні наступні категорії слів, які перетягують на себе займенник:
1. слова, що виражають заперечення: não — не; nunca, jamais — ніколи, nada — ніщо; ninguém — ніхто; nem — навіть не; de modo algum — ні ком чином:
— Nada me preocupa.
— Ela nem se escutou direito.
2. підрядні сполучники: quando — коли; se — якщо; porque — бо; que — що, який; embora — хоча, незважаючи на; logo que — як тільки:
— Quando se trata de comida, еле é um „expert“.
— Quero que se comporte bem.
3. прислівники:
— Sempre me dediquei à minha família.
— Já se casaram?
Однак, якщо після прислівники стоїть кома, це прислівник перестає перетягувати на себе займенник:
— Aqui, trabalha-se.
4. невизначені займенники:
— Alguém me ligou?
5. питальні слова:
— Como te chamas?
6. підмет виражений ударним особовим займенником (у Бразилії):
— Nós o censurávamos.

Крім того, проклиза використовується:
1. в окличних реченнях і при вираженні бажання:
— Deus te abençoe!
2. перед герундием із приводом em:
— Em se plantando tudo dá.
— Em se tratando de futebol, еле é um craque.

Мезоклиза використовується тільки з дієсловами, що стоять у формі do Futuro Presente або Futuro do Pretérito (Condicional Simples):
- Покажу-te-ei tudo.
 — Покажу-te-ia tudo.
Якщо в реченні є одне зі слів, перетягивающих на себе займенник, то замість мезоклизы вживається проклиза:
- Não te mostrarei nada.
Энклиза допускається в наступних випадках:
1. підмет виражений ударним особовим займенником (в європейському варіанті мови):
— Eu amo-te.
2. після інфінітива:
— Não consigo baixá-lo.
3. якщо речення починається з дієслова:
— Passaram-se 5 anos.
4. якщо дієслово стоїть у формі наказового способу (в позитивній формі): 
— Vai-te daqui!
5. після герундія[1]:
— Saiu deixando-nos por instantes.
Однак якщо герундию передує прийменник em або слово, перетягивающее на себе займенник, то замість экнлизы вживається проклиза:
— Ele saiu, não nos revelando os motivos.

Якщо неударное займенник-додаток вживається при складеному присудку (тобто, при дієслівних конструкціях з инфинитивом, причастям і герундием):
1. у разі конструкцій із причастям займенник ставиться після допоміжного дієслова:
— Tinha-: contado verdade.
Якщо в реченні є слово, перетягивающее на себе займенник, то займенник ставиться перед дієсловом:
— Não lhe tinha contado a verdade.
2. у разі конструкцій з инфинитивом або герундием займенник може встати після спрягаемой частини присудка, так і після інфінітива або герундія:
— Quero-te contar a verdade.
— Quero contar-te a verdade.
 Однак якщо в реченні є слово, перетягивающее на себе займенник, то займенник постає перед спрягаемой частиною присудка або після смислового дієслова:
— Não te quero enganar.
— Não quero enganar-te.

### Присвійні займенники
Присвійні займенники узгоджуються в роді і числі з іменником, до якого вони належать.
| Однина | Однина | Множина                                 | Множина                                 |                                          |                                                |
| Число  | Особа  | Чол. р.                                 | Ж. р.                                   | Чол. р.                                  | Ж. р.                                          |
| ------ | ------ | --------------------------------------- | --------------------------------------- | ---------------------------------------- | ---------------------------------------------- |
| Од. ч. | 1      | meu — мій                               | minha — моя                             | meus — мої (м. р.)                       | minhas мої (ж. р.)                             |
| Од. ч. | 2      | teu — твій                              | tua — твоя                              | teus — твої (м. р.)                      | tuas — твої (ж. р.)                            |
| Од. ч. | 3      | seu — його, її (з одним об'єктом ч. р.) | sua — його, її (з одним об'єктом ж. р.) | seus — його, її (з декількома об'єктами) | suas — його, її (з декількома об'єктами ж. р.) |
| Мн. ч. | 1      | nosso [ó] — наш                         | nossa — наша                            | nossos — наші                            | nossas — наші (ж. р.)                          |
| Мн. ч. | 2      | vosso [ó] — ваш                         | vossa — ваша                            | vossos — ваші                            | vossas — ваші (ж. р.)                          |
| Мн. ч. | 3      | seu — їх (з одним об'єктом ч. р.)       | sua — їх (з одним об'єктом ж. р.)       | seus — їх (з декількома об'єктами)       | suas — їх (з декількома об'єктами ж. р.)       |

У португальській мові присвійні займенники можуть також супроводжуватися певним артиклем (o meu trabalho — моя робота, a tua casa — твій дім). Вживання артикля у даному випадку є факультативним.
Традиційно присвійні займенники стоять перед означуваним словом, проте в ряді випадків можливо і постпозитивное вживання, наприклад, якщо перед означуваним словом стоїть кількісний числівник (um amigo meu — один мій друг, dois colegas teus — двоє твоїх колег).

### Вказівні займенники
У португальській мові існує 3 ряди вказівних займенників, що розрізняються за ступенем віддаленості позначуваної ними об'єкта від мовця і слухача:
| Однина                             | Однина | Множина | Множина |         |
| Чол. р.                            | Ж. р.  | Чол. р. | Ж. р.   |         |
| ---------------------------------- | ------ | ------- | ------- | ------- |
| цей (ближча до того, хто говорить) | este   | esta    | estes   | estas   |
| цей (ближча до того, хто слухає)   | esse   | essa    | esses   | essas   |
| той (віддалений від обох)          | aquele | aquela  | aqueles | aquelas |

У формах чоловічого роду «е» вимовляється як закритий звук [МФА: [e], у формах жіночого роду — як відкритий [МФА: [ɛ].
Наприклад, українське «ця книга» може передаватися на португальську як «este livro» (якщо, наприклад, книга знаходиться в руках або на столі у мовця), так і «esse livro» (якщо книга знаходиться в руках або на столі у того, з ким ми розмовляємо). «Aquele livro» — це, відповідно, «та книга».
Крім того, в португальській мові існують займенники isto, isso, aquilo, що вживаються самостійно:
- O que é isso?! — Що це таке?!
- Eu trouxe aquilo que você tanto queria — Я приніс те, чого ти так хотів.

У португальській мові вказівні займенники можуть утворювати злиті форми з прийменниками de і em (а займенники aquele(-a, -es, -as) і aquilo — ще й із прийменником a):
| este   | esta    | estes   | estas    | isto     |         |
| ------ | ------- | ------- | -------- | -------- | ------- |
| de     | deste   | desta   | destes   | destas   | disto   |
| em     | neste   | nesta   | nestes   | nestas   | nisto   |
| esse   | essa    | esses   | essas    | isso     |         |
| de     | desse   | dessa   | desses   | dessas   | disso   |
| em     | nesse   | nessa   | nesses   | nessas   | nisso   |
| aquele | aquela  | aqueles | aquelas  | aquilo   |         |
| de     | daquele | daquela | daqueles | daquelas | daquilo |
| em     | naquele | naquela | naqueles | naquelas | naquilo |
| a      | àquele  | àquela  | àqueles  | àquelas  | àquilo  |

Приклад: Cada um acredita naquilo que quer — Кожен вірить у те, у що хоче вірити).

## Дієслово
Португальське дієслово може змінюватися за особами (1-ша, 2-ге, 3-тє), числами (однина і множина), часи, наклонениям (изъявительное, умовний, наказовий, умовний) і застав (дійсний і пасивний). Крім того, виділяються такі неособисті форми дієслова, як інфінітив, дієприкметник й герундій. Латинські дієприкметники активного стану (з суфіксом -nt-) були втрачені (деякі з них були переведені в розряд інших частин мови, наприклад, estudante — «студент»). У той же час страдательные причастя в португальській мові збереглися (construir (будувати) — construído (побудований)). Особливістю португальської мови є наявність у його дієслівній системі такої частини мови, як особовий (або відмінюваний) інфінітив, який, подібно особовим формам дієслова, може бути змінена за особами і числами (fazer, fazeres, fazer, fazermos, fazerdes, fazerem).
Всі дієслівні часи можна розділити на прості (Simples), які утворюються від основи дієслова або інфінітива за допомогою суфіксів і закінчень, і складні (Composto), що утворюються поєднанням допоміжного дієслова (ter або haver) з причастям.
Систему особових форм португальського дієслова в активному стані можна представити наступним чином:
- Активний стан (Modo Indicativo):
  - Теперішній час:
    - Presente do Indicativo

  - Минулий час:
    - Pretérito Imperfeito do Indicativo
    - Pretérito Perfeito Simples do Indicativo
    - Pretérito Perfeito Composto do Indicativo
    - Pretérito Mais-que-Perfeito Simples do Indicativo
    - Pretérito Mais-que-Perfeito Composto do Indicativo

  - Майбутній час:
    - Futuro Simples (do Futuro Presente) do Indicativo
    - Futuro Composto (do Futuro Presente Composto) do Indicativo
- Кон'юнктив (Modo Subjuntivo (браз.)/Conjuntivo (порт.)):
  - Теперішній час:
    - Presente do Subjuntivo

  - Минулий час:
    - Pretétiro Imperfeito do Subjuntivo
    - Pretérito Perfeito do Subjuntivo
    - Pretérito Mais-que-Perfeito do Subjuntivo

  - Майбутній час:
    - Futuro Simples do Subjuntivo
    - Futuro Composto do Subjuntivo
- Кондиціоналіс (Modo Condicional):
  - проста форма (Condicional Simples)
  - складна форма (Condicional Composto)
- Наказовий спосіб (Modo Imperativo):
  - ствердна форма (Imperativo Afirmativo)
  - заперечна форма (Imperativo Negativo)

У систему неособових форм португальського дієслова входять:
- інфінітив (Infinitivo Impessoal):
  - простий (Infinitivo Impessoal Simples)
  - складний (Infinitivo Impessoal Composto)
- дієприкметник:
  - пасивний дієприкметник минулого часу (Particípio Passado)
- герундій (Gerúndio):
  - простий (Gerúndio Simples)
  - складний (Gerúndio Composto)

Як було зазначено вище, крім цього є особовий або відмінюваний інфінітив (Infinitivo Pessoal):
- простий (Infinitivo Pessoal Simples)
- складний (Infinitivo Pessoal Composto)

### Дійсний спосіб
У португальській мові дієслова розподіляються по трьох дієвідмінах, в залежності від голосної перед -r інфінітивом: дієслова 1-ї дієвідміни в інфінітиві закінчуються на-ar, 2-го дієвідміни — на -er [дочки], 3-го дієвідміни — на -ir. До другого спряжению також відносять дієслово pôr і похідні від нього слова (supôr, opôr і т. д.).
У переважній більшості випадків показники особи й числа дієслова мають наступний вигляд:
| 1 ос. однини  | -    | 2 ос. однини | -s |
| 3 л. од. ч.   | -    |              |    |
| 1 ос. множини | -mos |              |    |
| 2 л. мн. ч.   | -is  |              |    |
| 3 л. мн. ч.   | -m   |              |    |

Закінчення -o 1-ї особи однини використовується тільки в теперішньому часі дійсного способу (Presente do Indicativo). Голосна перед ним при цьому, як правило, випадає:
- amar (любити) — amo (люблю)
- comer (їсти) — como (їм)
- unir (об'єднувати) — uno (поєдную)

Однак деякі дієслова на -er та на -ir досі зберігають сліди голосної перед закінченням: ouvir/ouço (з лат. audio), medir/meço, pedir/peço, fazer/faço (facio), sair/saio, valera puerto catrello в/valho, pôr/ponho, ter/tenho, vir/venho (з venio), ver/vejo (з vedeo < video), caber/caibo (з capio в результаті метатезы). Основа цих йотованих форм служить також і для утворення форм теперішнього часу умовного способу.
Крім того, у дієслів 3-ї дієвідміни на місці очікуваного -i — з'являється -e-, коли закінчення знаходиться в ненаголошеній позиції.
Відповідно, відмінювання правильних дієслів у теперішньому часі виглядає наступним чином: amar — am-o, ama-s, ama, ama-mos, ama-is, ama-m
comer — com-o, come-s, come, come-mos, come-is, come-m
unir — uno, une-s, une, uni-mos, un-is, une-m
Між тим, велика кількість дієслів може відхилятися від зазначених правил, змінюючи основу і/або нормативні закінчення. Як правило, такі дієслова можна об'єднати в групи за типом неправильності, однак частина дієслів (так звані дієслова індивідуального дієвідміни) має свої особливості відмінювання та угрупованню не піддається. Так, наприклад, дієслово ir (йти) використовує в теперішньому часі дійсного способу (крім 2 особи множини) і в теперішньому часі умовного способу форми, що сходять до форм латинського дієслова vadere, в результаті чого в сучасній мові має місце суплетивізм: vou, vais, vai, vamos, ides, vão; vá, vás, vá, vamos, vades, vão. Основу перфекта це дієслово, в свою чергу, запозичує у дієслова ser.
Що стосується відхиляються дієслів, то їх можна об'єднати в такі групи, виходячи зі змін, що відбуваються при їх відмінюванні в теперішньому часі дійсного способу:
1. Дієслова на -ear змінюють кореневий «e» на «ei», коли цей «e» знаходиться під наголосом: passear — passeio, passeias, passeia, passeamos, passeais, passeiam. Близькість у вимові кінцевого елемента у дієслів на -ear і на -iar призвела до того, що даний тип неправильності поширилася і на деякі дієслова, що закінчуються на -iar: odiar — odeio, odeias, odeia, odiamos, odiais, odeiam.[7] Подібні відхилення проявляються у даних дієслів у формах теперішнього часу умовного способу (passeie, passeies і т. д.).
2. У дієслів на -uir і -oer в закінченнях 2—3 л. од. ч. замість -e — з'являється -і-: possuir — possuis, possui; doer — dóis, dói.
3. Дієслова на -ir з кореневим e змінюють це на e i в 1 л. од. ч.: sentir — sinto, sentes, sente, sentimos, sentis, sentem. Від основи з i будуть утворюватися і форми теперішнього часу умовного способу (sinta, sintas etc.).
4. Дієслова на -ir з кореневим o змінюють це o u в 1 л. од. ч.: dormir — durmo, dormes, dorme, dormimos, dormis, dormem. Від основи з u будуть утворюватися і форми теперішнього часу умовного способу (durma, durmas etc.).
5. Дієслова на -ir з кореневим u змінюють u на o у формах 2—3 л. од. ч. і 3 л. мн. ч.: subir — subo, sobes, sobe, subimos, subis, sobem. У формах теперішнього часу умовного способу відступів від нормативного відмінювання немає. До цього ж класу примикають і дієслова construir і destruir: construo, constróis, constrói, construímos, construís, constroem.

Дієслова на -cer у сучасній португальській мові відмінюються за загальним правилом, змінюючи в 1 л. од. ч. лише написання (c змінюється на ç: merecer — mereço). У свою чергу в іспанській та італійській мовах подібні дієслова (висхідні до латинським дієслів на -scĕre) донині містять відхилення від нормативного дієвідміни (лат. cognoscere/cognosco, іт. conoscere/conosco, ісп. conocer/conozco; пор. порт. conhecer/conheço).
Показником імперфекта дійсного способу (Pretérito Imperfeito do Indicativo) служить суфікс -va- для дієслів 1-ї дієвідміни і -ia- — для дієслів 2-ї і 3-ї дієвідмін (у 2-й особі множини суфікс редукується до -ve-/-íe-): amar — ama-va, ama-va-s, ama-va, amá-va-mos, amá-ve-is, ama-va-m
comer — com-ia, com-ia-s, com-ia, com-ía-mos, com-íe-is, com-ia-m
unir — un-ia, un-ia-s, un-ia, un-ía-mos, un-íe-is, un-ia-m
Дієслова ser, ter, pôr, vir (і похідні від них) змінюють основу: ser — era, ter — tinha, pôr — punha, vir — vinha.
Латинський майбутній час у португальській мові не збереглося. Використовувані в сучасній мові форми простого майбутнього часу дійсного способу (do Futuro Presente) сходять до поєднання інфінітива з формами дієслова haver в теперішньому часі:
- amar hei > amarei
- amar hás > amarás
- amar há > amará
- amar ha(ve)mos > amaremos
- amar ha(ve)is > amareis
- amar hão > amarão

Аналогічна історія появи форм умовного способу (Condicional Simples або do Futuro Pretérito) (amaria, amarias, amaria, amaríamos, amarieis, amariam).
Подібне походження зазначених форм є поясненням такого явища, як мезокліза, коли ненаголошений особовий займенник-додаток вклинюється між інфінітивом і закінченням дієслова: amar-te-ei (я буду тебе любити). Мезокліза для розмовної мови не характерна, але в письмовому мовленні вона донині використовується.
У латинській мові подібні конструкції служили для вираження повинності, з чим пов'язана одна з функцій майбутніх часів дійсного способу в сучасній португальській мові, а саме вживання їх у модальному значенні для вираження припущення, невпевненості, подиву:
- Alguém bateu na porta. Quem será a uma hora dessas? — Хтось постукав у двері. Хто б це в таку годину?
- Será que foi ele? — Невже це був він?
- Ela estará certa — Повинно бути, вона права.

Простий перфект (Pretérito Perfeito Simples do Indicativo) з часів пізньої латини має особові закінчення:
| 1 л. од. ч. | -i    |
| 2 л. од. ч. | -ste  |
| 3 л. од. ч. | -u    |
| 1 л. мн. ч. | -mos  |
| 2 л. мн. ч. | -stes |
| 3 л. мн. ч. | -ram  |

- У 1-й особі однини закінчення-i зливається з кінцевими голосними основи: amei, comi, u ni.
- В 3-й особі однини дієслів 1-го дієвідміни -au стягується в -ou: amou.
- В закінченнях -este, -estes, -eram правильних дієслів вимовляється закритий «e».

Приклади:
- amar — am-ei, am-a-ste, am-ou, am-a-mos, am-a-stes, am-a-ram
- comer — com-i, com-e-ste, com-e-u, com-e-mos, com-e-stes, com-e-ram
- unir — un-i, un-i-ste, un-i-u, un-i-mos, un-i-stes, un-i-ram

Простий перфект — найвживаніша форма минулого часу в португальській мові (на відміну від італійської і французької, де найбільше поширення отримав складний перфект, в той час як простий перфект став йти в книжно-писемну мову). Закінчення простого перфекта правильних дієслів завжди наголошені, тому дієслова в перфекті, як правило, не зазнають змін у основі. Між тим, португальська мова успадкував від латині ряд дієслів (званих «сильними»), донині зберігають древні основи. Такі дієслова у формах 1-го і 3-го д. од. ч. несуть наголос на основі і закінчуються в цих формах на -e (soube, disse, trouxe), яке, втім, після -s та -z зникає (quis, fiz/fez, pus/pôs).
Таким чином, в 1-й і 3-й особах однини сильні дієслова можуть мати однакові форми (сказав — «я сказав», «він сказав»), а можуть і розрізняти ці форми за допомогою чергування голосних у корені (eu fiz/ele fez, eu pus/ele pôs, eu pude/ele pôde, eu vim/ele veio, eu tive/ele teve, eu fui/ele foi).
Дієслово «ir» (йти) використовує в простому перфекті форми дієслова «ser» (бути, бути): fui, foste, foi, fomos, fostes, foram.
Португальська мова зберегла дуже невелика кількість дієслів, ще з часів латині змінюють основу в перфекті:
- перфект на -ui-: caber/coube, saber/soube, haver/houve (habui > houve в результаті метатези і переходу кінцевого -i в -e)[7];
- перфект на -s-: dizer/сказав, trazer/trouxe (dizer < лат. dic-ere; сказав < лат. dixi < dic-si)[7];
- подовження кореневого гласного: fazer/fez, vir/vim/veio;
- супплетивизм: ser/fui.

Асиміляція кореневого гласного дієслова перед складом із кінцевим -i призвела до розвитку чергувань fiz/fez, pus/pôs, pude/pôde, vim/veio, estive/esteve:
- fecii > fici > fice > fize > fiz;
- fecit > fece > feze > fez.

Показником простого плюсквамперфекта дійсного способу (Pretérito Mais-que-Perfeito Simples) є суфікс -ra-. Тут потрібно відзначити, що дана часова форма утворюється від основи перфекта, яка у ряду дієслів не збігається з основою теперішнього часу.
- amar — ama-ra, ama-ra-s, ama-ra, amá-ra-mos, amá-re-is, ama-ra-m
- comer — come-ra, come-ra-s, come-ra, comê-ra-mos, comê-re-is, come-ra-m
- unir — uni-ra, uni-ra-s, uni-ra, uní-ra-mos, uní-re-is, uni-ra-m

Історично у дієслів 2-го відмінювання перед суфіксом -ra — повинен був знаходитися відкритий голосний «е». Однак він був замінений закритим варіантом «e» з огляду на те, що носії мови розкладали ці форми по-іншому: amara усвідомлювався як amar-a, unira — як unir-a. Тобто, говорять виділяли в даних формах інфінітив. Пізніше аналогія з закритим «e» інфінітива поширилася і на форми плюсквамперфекта (а також майбутнього часу умовного способу, звідки закритий «e» і проникає у форми простого перфекта). При цьому дієслова індивідуального дієвідмінювання, що змінюють у перфекті основу і не допускають такого уявного перерозкладання форм на інфінітив і закінчення, досі містять у даних формах відкритий «e»: déramos, pudéramos, soubéramos, houvéramos, fizéramos, disséramos і т. д.
Форми простого плюсквамперфекта характерні для письмової мови. У розмовній португальській використовується складна форми плюсквамперфекта (Pretérito Mais-que-Perfeito Composto), що утворюється поєднанням допоміжного дієслова ter (або haver) у формі Pretérito Imperfeito do Indicativo з дієприкметником смислового дієслова (tinha amado/havia amado, tinha comido/havia comido). Вживається ця форма здебільшого у додаткових реченнях для вираження дії, що передує іншій дії в минулому (Quando ele voltou, a festa já tinha acabado — Коли він повернувся, вечірка вже закінчилася).

### Кон'юнктив
Португальська мова зберігає латинський кон'юнктив і має шість його формами: трьома простими (Presente, Pretérito Imperfeito, do Futuro Subjuntivo) і трьома складними (Pretérito Perfeito, Pretérito Mais-que-Perfeito, Futuro Perfeito do Subjuntivo), утворюваними поєднанням дієслова ter/haver у відповідній простій формі з причастям.
В цілому вживання умовного способу (для вираження дій ймовірних, можливих, у світлі людських емоцій) схоже з вживанням його в інших романських мовах. З романських мов майбутні часи умовного способу широко використовуються лише у португальському (вони існують і в іспанській мові, але в сучасному іспанському вони практично не вживаються). Їх використання в португальській мові можна проілюструвати наступними прикладами:
- Faz como achares melhor. — Роби, як вважаєш за потрібне (букв. «як би ти не вважав за потрібне»).
- Se precisares de ajuda, liga-me. — Буде потрібна моя допомога — дзвони.
- Quando quiseres conversar, deixa-me saber. — Коли захочеш поговорити, дай знати.

Теперішній час умовного способу (Presente do Subjuntivo) утворюється за допомогою тих же закінчень (за винятком 1 л. од. ч., де закінчення відсутній), але голосний основи дієслова при цьому змінюється: у дієслів 1-го відмінювання «a» змінюється на «e», а у дієслів 2-го і 3-го спряжений голосний основи змінюється на «а»: amar — ame, ames, ame, amemos, ameis, amem
comer — coma, comas, coma, comamos, comais, comam
unir — una, u nas, una, unamos, unais, unam
Ряд дієслів (особливо приналежних до 3-ї дієвідміни) не слідує цьому правилу, змінюючи основу (sentir — sinta, pedir — peça, dormir — durma і т. д.). Однак у більшості випадків встановилася чітка відповідність між основою Presente do Subjuntivo і основою 1 л. од. ч. Presente do Indicativo (ouvir — eu ouço — ouça). Виняток становлять 6 дієслів, основа Presente do Subjuntivo яких не збігається з основою 1 л. од. ч. Presente do Indicativo: — ser (інший < *sedea-); — estar (esteja); — haver (haja); — saber (saiba < *sapia-); — querer (queira); — ir (vá, vás, vá, vamos, vades, vão).
Такі форми, як Pretérito Imperfeito do Sunjuntivo і do Futuro Subjuntivo утворюються від основи перфекта і також мають свої показники:
- показником імперфекта умовного способу є суфікс -sse- (amasse, amasses, amasse, amássemos, amásseis, amassem);
- показником простого майбутнього часу умовного способу виступає суфікс -r(e)-; при цьому перед -s -m «e» зберігається, а в 2-м л. мн. ч. з'являється закінчення-des (amar, amares, amar, amarmos, amardes, amarem).

### Складні часи
Складні часи за своїм значенням схожі в тому, що виражають дію (реальне чи можливе), що передує дії головного речення. Дані часи використовуються здебільшого в придаткових пропозиціях (за винятком Pretérito Perfeito Composto do Indicativo, близького за значенням англійської Present Perfect Continuos, і складних форм умовного способу (наприклад «Nunca teria pensado!» — Ніколи б не подумав!)).
Для утворення складних часів португальська мова має в своєму розпорядженні двома допоміжними дієсловами — ter і haver,- сполучаються з причастям. Форми з ter більш уживані. Причастя ж, на відміну, наприклад, від причастя в італійській мові, виступає незмінною формі чоловічого роду однини («Ele tinha pensado», «Ela tinha pensado», «Eles/elas tinham pensado»).
При утворенні складних часів дієслова, що мають дві форми причастя (правильну і неправильну), використовують тільки правильну форму (наприклад, tinha imprimido).

### Кондиціоналіс
У португальському мові існує дві форми кондиціоналісу (умовного способу):
- проста (Condicional Simples або do Futuro Preférito Simples);
- складна (Condicional Composto або do Futuro Pretérito Composto).

Усі дієслова утворюють просту форму умовного способу за однією і тією ж схемою, а саме, шляхом додавання до інфінітива наступних закінчень:
| Особа, число | Вікон- закінчення | Приклад    |
| ------------ | ----------------- | ---------- |
| 1 л. од. ч.  | -ia               | falaria    |
| 2 л. од. ч.  | -ias              | falarias   |
| 3 л. од. ч.  | -ia               | falaria    |
| 1 л. мн. ч.  | -íamos            | falaríamos |
| 2 л. мн. ч.  | -íeis             | falaríeis  |
| 3 л. мн. ч.  | -iam              | falariam   |

Виняток становлять дієслова dizer, fazer, trazer, що утворюють дані форми від скорочених основ dir-, far-, trar- (diria, faria, traria).

Складна форма умовного способу утворюється поєднанням допоміжного дієслова ter (або haver) в простій формі умовного способу і дієприкметника смислового дієслова:
| 1 ос. однини  | teria falado    | або | haveria falado    |
| 2 ос. однини  | terias falado   | або | haverias falado   |
| 3 л. од. ч.   | teria falado    | або | haveria falado    |
| 1 л. мн. ч.   | teríamos falado | або | haveríamos falado |
| 2 л. мн. ч.   | teríeis falado  | або | haveríeis falado  |
| 3 ос. множини | teriam falado   | або | haveriam falado   |

Використовуються форми умовного способу в наступних випадках:
1. для вираження бажаної дії:
— Gostaria de visitar esse país — Я б хотів побувати в цій країні.
2. для вираження приблизності часу в минулому:
— Seriam 6 horas da tarde — (Тоді) було годин 6 вечора.
3. в підрядних реченнях на місці Futuro (Simples або Composto) do Indicativo, якщо того вимагають правила узгодження часів:
— Marina сказав que iria a Brasil — Марина сказала, що поїде в Бразилію.
— Ele teria ligado antes de chegar — Він сказав, що подзвонить перед тим, як прийти.

### Наказовий спосіб
Від латині португальська мова успадкувала лише дві форми наказового способу, а саме ствердні форми 2-ї особи однини й множини.
Ствердна форма 2-го особи од. ч. (коли висловлюється прохання або наказ по відношенню до людини, до якої звертаються на tu) збігається з формою 3 особи однини теперішнього часу дійсного способу:
- falar (говорити) — fala (він/вона говорить) — fala! (говори!)
- beber (пити) — bebe (він/вона п'є) — bebe! (пий!)
- sair (виходити) — sai (він/вона виходить) — sai! (виходь!/вийди!)

Особливу форму має дієслово ser: sê (висхідній до відповідної форми дієслова *seder — «сидіти», який замінив ser в ряді форм).
Форми 2-ї особи множини (виражає прохання або наказ по відношенню до людини, до якої звертаються на vós) утворюється шляхом відсікання кінцевого -s у формах 2 особи множини дієслова теперішнього часу:
- falar (говорити) — falais (ви говорите) — falai! (кажіть!)
- beber (пити) — bebeis (ви п'єте) — bebeei! (пийте!)
- sair (виходити) — saís (ви виходите) — saí! (виходите!/вийдіть!)

Дієслово ser має особливу форму: sede.
Зважаючи на те, що займенник vós виходить з ужитку, відповідна форма наказового способу також втратила актуальність.
Інші ствердні форми і всі заперечні форми наказового способу збігаються з відповідними формами Presente do Subjuntivo.

### Узгодження часів
У складнопідрядних реченнях форма присудка в підрядному реченні пов'язується з формою присудка головного речення, якщо останнє відноситься до плану минулого часу.
План минулого часу в португальській мові представлений наступними формами:
- Pretérito Imperfeito do Indicativo;
- Pretérito Perfeito Simples do Indicativo;
- Pretérito Mais-que-Perfeito do Indicativo (як Simples, так і Composto);
- Pretérito Imperfeito do Subjuntivo;
- Pretérito Mais-que-Perfeito do Subjuntivo;
- Condicional (як Simples, так і Composto).

Таким чином, якщо присудок головного речення стоїть в одній із зазначених форм, то в підрядному реченні відбувається зсув часів за наступною схемою:
- Presente do Indicativo ➔ Pretérito Imperfeito do Indicativo
- Pretérito Imperfeito do Indicativo ➔ Pretérito Mais-que-Perfeito Composto do Indicativo
- Pretérito Perfeito Simples do Indicativo ➔ Pretérito Mais-que-Perfeito Composto do Indicativo
- Pretérito Perfeito Composto do Indicativo ➔ Pretérito Mais-que-Perfeito Composto do Indicativo
- Futuro Simples do Indicativo (do Futuro Presente Simples) ➔ Condicional Simples (do Futuro Pretérito Simples)
- Futuro Composto do Indicativo (do Futuro Presente Composto) ➔ Condicional Somposto do Futuro Pretérito Composto)
- Presente do Subjuntivo ➔ Pretérito Imperfeito do Subjuntivo
- Futuro Simples do Subjuntivo ➔ Pretérito Imperfeito do Subjuntivo
- Pretérito Perfeito do Subjuntivo ➔ Pretérito Mais-que-Perfeito do Subjuntivo

| План теперішнього часу                                                            | План минулого часу                                                                        |
| --------------------------------------------------------------------------------- | ----------------------------------------------------------------------------------------- |
| Ele diz que te ama. Він каже, що любить тебе.                                     | Ele сказав que te amava. Він говорив, що любить тебе.                                     |
| Quero que me ajudes. Я хочу, щоб ти мені допоміг.                                 | Queria que me ajudasses. Я б хотів, щоб ти мені допоміг.                                  |
| Ele diz que explicará tudo quando chegar. Він каже, що все пояснить, коли прийде. | Ele сказав que explicaria tudo quando chegasse. Він сказав, що все пояснить, коли прийде. |

### Зворотні (займенникові) дієслова
Інфінітив зворотних (або местоименных) португальських дієслів закінчується на -se. На відміну від російських зворотних дієслів на-ся/-сь", в португальській мові займенник se, яка супроводжує поворотний дієслово змінюється за особами і числами разом із дієсловом. У тих випадках, коли цього вимагають правила, займенник може вставати перед дієсловом (проклиза) або між инфинитивом і глагольным закінченням (мезоклиза).
| Энклиза     | Проклиза      | Мезоклиза      |                   |
| ----------- | ------------- | -------------- | ----------------- |
| 1 л. од. ч. | levanto-me    | me levanto     | levantar-me-ei    |
| 2 л. од. ч. | levantas-te   | te levantas    | levantar-te-ás    |
| 3 л. од. ч. | levanta-se    | se levanta     | levantar-se-á     |
| 1 л. мн. ч. | levantamo-nos | nos levantamos | levantar-nos-emos |
| 2 л. мн. ч. | levantais-vos | vos levantais  | levantar-vos-eis  |
| 3 л. мн. ч. | levantam-se   | se levantam    | levantar-se-ão    |

Примітки:
- Якщо займенник слід за дієсловом, то «-s» перед «-nos» зникає: levantamo-nos.
- Положення займенників me, te, se, nos, vos визначається загальними правилами постановки неударных особових займенників-додатків.

### Особовий (відмінюваний) інфінітив
Назва «особовий» або «відмінюваний» пояснюється тим, що такий інфінітив здатен набувати особових закінчень -, -es, -, -mos, -des, -em, які приєднуються до неособового інфінітива: falar, falares, falar, falarmos, falardes, falarem.
Особовий інфінітив зводять до латинського імперфекта кон'юнктива, який, на відміну від аналогічної форми у сучасній португальській, утворювався від звичайної основи (основи інфекта, що збігалася, як правило, з основою теперішнього часу), а не від основи перфекта:
- facērem > facêre > fazer
- facēres > facêces > fazeres
- facēret > facêre > fazer
- facērēmus > facêremos > fazermos
- facērētis > facêredes > fazerdes
- facērent > facêren > fazerem

Подібне походження особового інфінітива пояснює, з одного боку, його зовнішню схожість із формами do Futuro Subjuntivo, а з іншого — використання тих же закінчень, але з іншою основою.
Поява особового інфінітива стала можливою завдяки тому, що вже в латинській мові підрядні речення з імперфектом кон'юнктива могли будуватися без сполучника.
Особливості особового вживання інфінітива можна проілюструвати наступними прикладами:
- Nunca ouvi os russos falarem — Я ніколи не чув, як говорять росіяни.
- É preciso fazermos muito mais para que isso aconteça — Нам потрібно зробити набагато більше, щоб це сталося.
- Tens um minuto para me responderes — У тебе на відповідь хвилина (У тебе є хвилина, щоб мені відповісти).

### Неособові форми дієслова

#### Інфінітив
У португальській мові інфінітив має ряд функцій, не характерних для інфінітива в російській мові. Зокрема інфінітив може вживатися з прийменниками і входити до складу деяких інфинитивных обертів.
Простий інфінітив закінчується на -r (falar, merecer, preferir, pôr).
Складний інфінітив складається з інфінітива дієслова ter (або haver) і причастя смислового дієслова (ter falado/haver falado, ter posto/haver posto).
Інфінітив може вживатися з прийменниками, замінюючи придаткові пропозиції. При цьому простий інфінітив виражає одночасність або слідування по відношенню до дії, описаному в головному реченні, а складний інфінітив — предшествование цього дії. Сказане можна проілюструвати такими прикладами:
— Obrigado por sempre me visitar — Спасибі за те, що завжди приходиш мене провідати.
— Obrigado por ter-me visitado — Спасибі за те, що прийшов мене провідати.
До деяких дієслів інфінітив приєднується через прийменник a:
 — ajudar a traduzir — допомогти перевести;
 — aprender a ler — (на)вчитися читати.
У португальському мові існує велика кількість инфинитивных обертів. Найбільш вживані з них перераховані нижче:
| Оборот            | Значення | Приклад                                                                                               |
| ----------------- | --- | --- |
| ir + Inf          | означає дію, яка відбудеться в найближчому майбутньому (в сучасній мові часто замінює Futuro Simples do Indicativo) | Eu vou explicar tudo Я все поясню.                                                                    |
| estar a + Inf     | робити що-то в конкретний момент (процес, тривала дія) (за значенням відповідає англійською часи групи Continuous) У Бразилії замість цього обороту, як правило, використовується герундиальная конструкція «estar + Gerúndio» (див. нижче). | Ele está a escutar música. (В даний момент) він слухає музику.                                        |
| deixar + Inf      | дати, дозволити щось зробити | Deixa-me sonhar. Дай (дозволь) мені помріяти.                                                         |
| deixar de + Inf   | перестати щось робити | Graças a Deus, o bebê deixou de chorar! Слава Богу, дитина перестала плакати!                         |
| terminar de + Inf | закінчити щось робити, доробити щось | Terminei de ler este livro há 5 dias. Я закінчив читати (дочитав) цю книгу 5 днів тому.               |
| acabar de + Inf   | тільки що що-то зробити | Acabei de chegar. Я тільки що прийшов.                                                                |
| costumar + Inf    | зазвичай щось робити | Costumo falar tudo que penso. Я звик говорити те, що думаю.                                           |
| continuar a + Inf | продовжувати щось робити, все ще щось робити | Ele me континуумом a perseguir. Він раніше мене переслідує.                                           |
| ter que + Inf     | бути вимушеним щось робити в силу внутрішніх спонукань | Tens que esperar um pouco Тобі доведеться трохи почекати.                                             |
| ter de + Inf      | бути вимушеним щось робити з волі зовнішніх обставин | Tenho de trabalhar muito para sustentar a família. Я змушений багато працювати, щоб утримувати сім'ю. |
| para estar + Inf  | ось-ось щось зробити, збиратися щось зробити | O meu irmão está para voltar do Brasil. Мій брат ось-ось повернеться з Бразилії.                      |
| ao + Inf          | одночасність або безпосереднє предшествование однієї дії іншій; на російську мову може переводитися деепричастием | É impossivel não sorrir ao pensar em você. Неможливо не посміхатися, думаючи про тебе.                |

З дієсловами чуттєвого сприйняття (ver — бачити, ouvir — чути, sentir — відчувати і ін) інфінітив може утворювати конструкцію «Acusativo com Infinitivo»:
 — Eu o vi passar por aqui — Я бачив, як він тут проходив.
 — Ouvi alguém chorar. Quem terá sido? — Я чув, як хтось плаче. Хто б це міг бути?

#### Дієприкметник
Латинські активні дієприкметники, що утворювалися з допомогою суфікса -nt-, в португальській мові не збереглися. Частина з них перейшла в розряд інших частин мови (estudante — «студент», significante — «значний», durante — прийменник «протягом»), але у систему дієслова дані форми не входять.
Дієприкметник же пасивний минулого часу продовжує вживатися, як у функції означення, так і в складі складних дієслівних часів та різних дієслівних конструкцій.
В інтервокальній позиції латинський показник -t — дав у португальській -d-, і тільки відносно невелика кількість дієслів зберігає сліди давнього -t — у формах дієприкметників.
У сучасній португальській мові дієприкметники утворюються від дієслова наступним чином:
- дієслова на -ar замінюють інфінітивне закінчення на -ado(-a, -os, -as): tomar — tomado (tomada, tomados, tomadas);
- дієслова на -er та -ir отримують закінчення -ido (-a, -os, -as): comer — comido, dividir — dividido.

За типом утворення дієприкметника португальські дієслова можна розділити на 3 групи:
1. правильні, що утворюються від основи інфінітива і завжди закінчуються на -ado у дієслів на -ar і на -ido у дієслів на -er та -ir (falar — falado, comer — comido, unir — unido);
2. мають дві форми причастя: правильну (на -ado/-ido) і неправильну, успадковану від латині (наприклад, imprimir — imprimido, impresso);
3. мають тільки неправильну форму дієприкметника (fazer — feito, satisfazer — satisfeito, dizer — dito, abrir — aberto, cobrir — coberto, descobrir — descoberto, escrever — escrito, descrever — descrito, inscrever — inscrito, ganhar — ganho, gastar — gasto, limpar — limpo, pagar — pago, pôr — posto, ver — visto, vir — vindo).

При перекладі українською португальський дієприкметник може відповідати як українському пасивному дієприкметнику минулого часу (A janela está aberta — Вікно відкрито), так і придаткових пропозицією (as línguas faladas na Índia — мови, на яких говорять в Індії).
Дієприкметник також використовується для утворення форм пасивного стану, поєднуючись із дієсловом ser:
 — Еле é muito amado aqui — Його тут дуже люблять (букв. Він дуже любимо тут).
У письмовій мові може вживатися так звана абсолютна дієприкметникова конструкція:
 — Acabada a festa, todos foram dormir — Коли свято закінчилося, всі пішли спати.
 — Passados 10 anos, ele voltou à sua pátria — Через 10 років він повернувся до себе на батьківщину.
У поєднанні з дієсловом estar дієприкметник виражає стан:
— Estou apaixonado por Marina — Я закоханий у Марину.
У поєднанні дієприкметника з дієсловом ficar акцент робиться не стільки стан, скільки на самому дії:
— Fiquei apaixonado por Marina — Я закохався в Марину.

#### Герундій
Герундій, вживаючись в основній своїй функції, схожий за значенням з українським дієприслівником. Утворюється герундій заміною -r в инфинитиве на -ndo, причому це правило не знає винятків:
- falar (говорити) — falando (кажучи)
- merecer (заслуговувати) — merecendo (заслуговуючи)
- preferir (віддавати перевагу) — preferindo (воліючи)
- pôr (класти) — pondo (кладучи)

У ряді випадків герундій може перекладатися підрядним реченням:
 — Mesmo dormindo penso em você — Навіть коли я сплю, я думаю про тебе (або «Навіть уві сні я думаю про тебе»).
Можливий і переклад герундія дієсловом, пов'язаним з іншим дієсловом сполучником «і»:
 — Estou deitado, assistindo TV — Я лежу і дивлюся телевізор.
Герундій є незмінною частиною мови і може існувати лише в двох формах: простої (згаданій вище) і складним, що складається з герундія дієслова ter (або haver) і незмінного причастя у формі чоловічого роду однини:
- tendo falado/havendo falado
- tendo merecido/havendo merecido
- tendo preferido/havendo preferido
- tendo posto/havendo posto

Спосіб перекладу подібних форм на російську мову буде визначатися контекстом:
 — Tendo trabalhado toda a noite, ele voltou muito cansado — Пропрацювавши всю ніч, він повернувся дуже втомленим.
У португальському мові існує ряд широко використовуваних конструкцій із герундием. Нижче наведено найбільш вживані з них:
| Конструкція     | Значення                                               | Приклад                                                                    |
| --------------- | ------------------------------------------------------ | -------------------------------------------------------------------------- |
| estar + Ger     | робити що-то в конкретний момент (процес, тривала дія) | Neste momento Helena está trabalhando. У даний момент Елена працює.        |
| continuar + Ger | продовжувати щось робити, ще щось робити.              | Континуо procurando emprego. Я продовжую шукати роботу..                   |
| ir + Ger        | поступовий розвиток дії                                | O meu vocabulário vai aumentando. Мій словниковий запас поступово зростає. |
| acabar + Ger    | врешті-решт щось зробити                               | Ele vai acabar desistindo. Він врешті-решт відступиться.                   |

## Числівник
| Кількісні         | Порядкові                           |                        |
| ----------------- | ----------------------------------- | ---------------------- |
| 1                 | um — чол. р./uma — жін. р.          | primeiro               |
| 2                 | dois — чол. р./duas — жін. р.       | segundo                |
| 3                 | três                                | terceiro               |
| 4                 | quatro                              | quarto                 |
| 5                 | cinco                               | quinto                 |
| 6                 | seis                                | sexto [ch] (порт.)/[s] |
| 7                 | sete [é]                            | sétimo                 |
| 8                 | oito                                | oitavo                 |
| 9                 | nove [ó]                            | nono                   |
| 10                | dez [é]                             | décimo                 |
| 11                | onze                                | décimo primeiro        |
| 12                | doze [ô]                            | décimo segundo         |
| 13                | treze [ê]                           | décimo terceiro        |
| 14                | catorze [ô]                         | décimo quarto          |
| 15                | quinze                              | décimo quinto          |
| 16                | dezasseis (порт.)/dezesseis (браз.) | décimo sexto           |
| 17                | dezassete (порт.)/dezessete (браз.) | décimo sétimo          |
| 18                | dezoito                             | décimo oitavo          |
| 19                | dezanove (порт.)/dezenove (браз.)   | décimo nono            |
| 20                | vinte                               | vigésimo               |
| 21                | vinte e um                          | vigésimo primiero      |
| 30                | trinta                              | trigésimo              |
| 40                | quarenta                            | quadragésimo           |
| 50                | cinquenta [kw]                      | quinquagésimo          |
| 60                | sessenta                            | sexagésimo             |
| 70                | setenta                             | septuagésimo           |
| 80                | oitenta                             | octogésimo             |
| 90                | noventa                             | nonagésimo             |
| 100               | cento, cem                          | centésimo              |
| 200               | duzentos (-as)                      | ducentésimo            |
| 300               | trezentos (-as)                     | trecentésimo           |
| 400               | quatrocentos (-as)                  | quadringentésimo       |
| 500               | quinhentos (-as)                    | qüingentésimo          |
| 600               | seiscentos                          | sexcentésimo           |
| 700               | setecentos (-as)                    | septingentésimo        |
| 800               | oitocentos (-as)                    | octingentésimo         |
| 900               | novecentos (-as)                    | nongentésimo           |
| 1 000             | mil (не изменяется по числам)       | milésimo               |
| 2 000             | dois mil                            | dois milésimo          |
| 3 000             | três mil                            | três milésimo          |
| 1 000 000         | milhão                              | milionésimo            |
| 1 000 000 000     | um bilhão                           | bilhonésimo            |
| 1 000 000 000 000 | um trilhão                          | trilhonésimo           |

Примітки:
- У складених кількісних числівників десятки й одиниці, а також сотні і десятки поділяються сполучником «e»:
 238 — duzentos e trinta e oito.
- Числівник cento вживається у складі числівників: 143 — cento e quarenta e três.
- Числівник cem використовується перед іменниками: cem rublos — сто рублів.

Також у португальській мові представлені збірні числівники:
- a dezena — десяток
- a dúzia — дюжина
- a centena — сотня
- o milhar — тисяча

Дані числівники вживаються з визначеним артиклем і і з прийменником de, після якого артикль не ставиться. Можливо їх вживання і в множині (centenas de pessoas, três dúzias casas de — три дюжини будинків).

## См. також
- Порівняння європейського та бразильського варіантів вимови португальської мови
- Порівняльний аналіз іспанської та португальської мов

## Зноски
1. 1 2 3 4 5 6 7 8 9 10 11 12 13 14 15 16 17 18 19 20 21  Родионова, 2003.
2. ↑  Gramática histórica do latim ao português brasileiro — p. 5.1
3. ↑  Власні імена (Deus, Cícero, César, Nero, Júpiter и т. д.) і деякі загальні (sóror, serpe, câncer, ladro, virgo й т.п.
4. ↑  Gramática histórica do latim ao português brasileiro — p. 4.1.2.
5. ↑  Língua brasileira?: Plural Metafônico. Архів оригіналу за 19 лютого 2017. Процитовано 20 лютого 2017.
6. ↑  Colocação Pronominal (próclise, mesóclise, ênclise) — InfoEscola
7. 1 2 3 4 5 6 7 8  Joseph-Marie Piel.
8. ↑  Joseph-Marie Piel.
9. ↑  Gramática histórica do latim ao português brasileiro — p. 5.2.2.